# Albatros C.III
Albatros C.III – niemiecki dwupłatowy samolot wielozadaniowy z okresu I wojny światowej zbudowany w niemieckiej wytwórni Albatros-Werke GmbH w Berlinie.

## Historia

Silnik Mercedes D.IIIa eksponowany w MLP w Krakowie

Albatros C.III został zaprojektowany przez inż. Schuberta w 1915 roku, będąc rozwinięciem udanego samolotu Albatros C.I, z bardziej opływowym kadłubem i usterzeniem na wzór samolotu Albatros B.III. Przeznaczony był do lotów obserwacyjnych, fotorozpoznania, jako lekki bombowiec oraz do eskorty bombowej. Nosił oznaczenie fabryczne LDDM, od 1919 roku L 10. Najłatwiej dostrzegalną różnicę w stosunku do C.I stanowił zupełnie inny zaokrąglony obrys steru kierunku i usterzenia poziomego. Napęd stanowiły takie same silniki Benz Bz.III 150 KM lub Mercedes D.III 160 KM, lecz dzięki mniejszej masie i bardziej dopracowanej konstrukcji, samolot miał lepsze osiągi, zwłaszcza prędkość wznoszenia i manewrowość. Dodano też stały zsynchronizowany karabin maszynowy pilota. Oprócz zakładów macierzystych i ich filii OAW w Pile, produkowany był na licencji aż przez 6 zakładów: BFW, DFW, Linke-Hofmann, LVG, Hansa (Caspar) oraz Siemens-Schuckertwerke (SSW).
Albatros C.III był uważany za udany samolot, cechował się odporną konstrukcją, stabilnością w locie i dobrą podatnością na stery. Pierwsze 12 samolotów weszło do użytku na froncie w grudniu 1915 roku. Największa ich liczba na froncie była w sierpniu 1916 roku – 354. W większości zostały wycofane z frontu i zastąpione przez nowsze konstrukcje w połowie 1917 roku. Po tej dacie służyły, i były nadal nowo budowane, jako samoloty szkolno-treningowe. Znane są zamówienia ogółem na 2271 samolotów tego typu.

## Użycie samolotu w lotnictwie polskim
Polskie lotnictwo użytkowało po wojnie 15 egzemplarzy tego samolotu (w starszej literaturze można znaleźć informacje o 49 samolotach, w tym 38 zakupionych). 10 z nich zdobyto 14-15 listopada 1918 roku na Lotnisku Mokotowskim (był on pierwszym samolotem uruchomionym tam 20 listopada), a dalsze 5 zdobyto podczas powstania wielkopolskiego w 1919 roku na lotnisku Ławica i w hali na Winiarach w Poznaniu. Samoloty służyły bojowo, od jednej do kilku sztuk, w eskadrach: 1., 2., 4., 7., 8. i w Toruńskiej Eskadrze Wywiadowczej. Następnie nieliczne służyły do szkolenia, m.in. w Wojskowej Szkole Lotniczej w Warszawie (ostatni egzemplarz został wycofany z eksploatacji w 1922 roku). W starszej literaturze jako datę wycofania z użytku w polskim lotnictwie podawano rok 1929. 